# Jan Malte Andresen

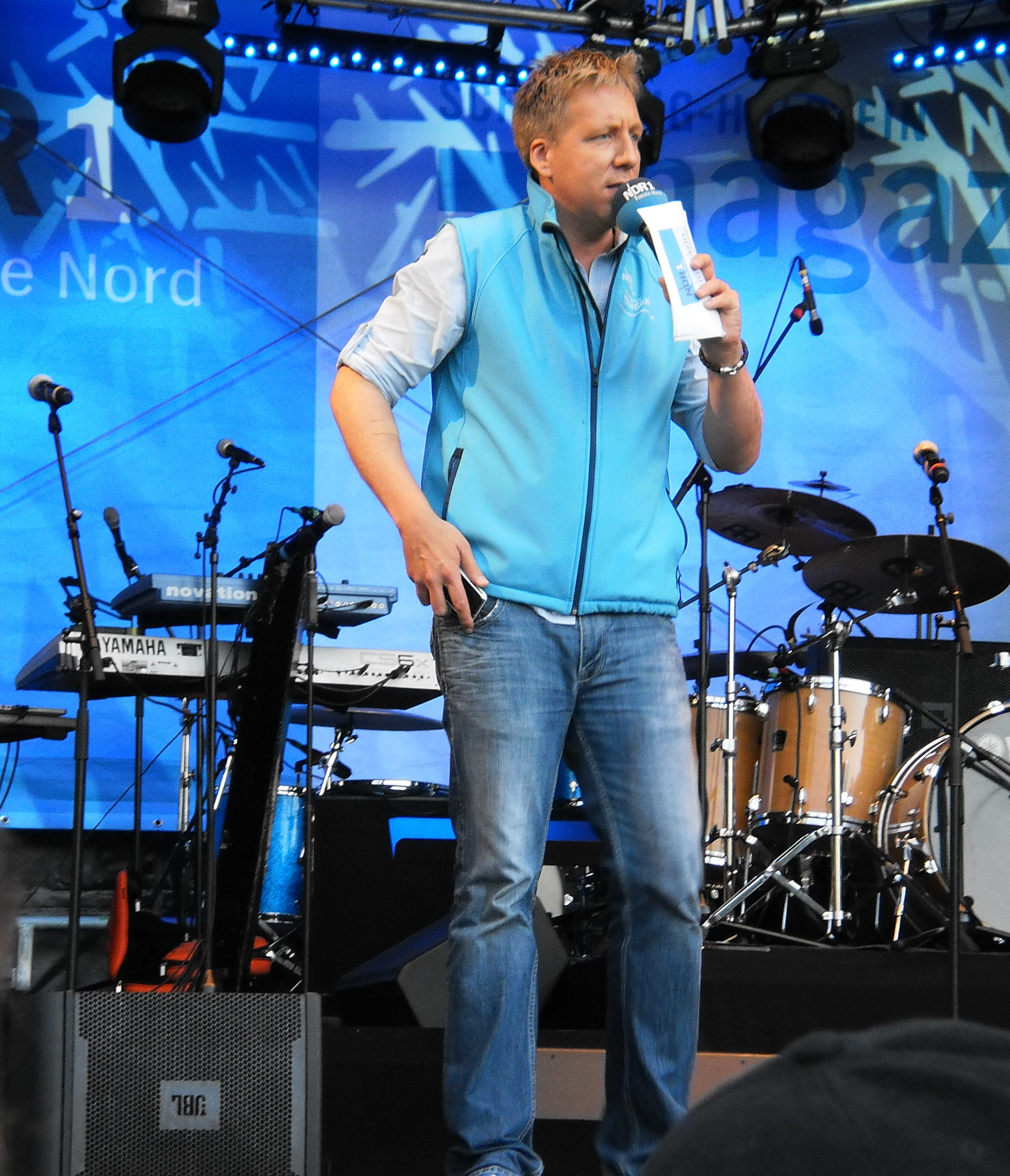
Jan Malte Andresen, 2013

Jan Malte Andresen (* 5. September 1972 in Baden-Baden) ist ein deutscher Fernseh- und Hörfunkmoderator und freier Journalist. 

## Leben
Seine Laufbahn als Radiomoderator startete er 1990 beim Baden-Badener Sender Radio Merkur Mittelbadenwelle. Von 1991 bis 1993 moderierte Andresen bei der Welle Fidelitas in Karlsruhe, ehe der Sohn schleswig-holsteinischer Eltern nach Kiel zu delta radio ging.
Von 1995 bis 1997 gehörte er zu den ersten Moderatoren der neu gegründeten WDR-Jugendwelle Eins Live in Köln. Parallel begann Andresen ab Januar 1996 als Radiomoderator bei NDR 2. Bis zum 18. Juli 2006 moderierte er dort, zuletzt die Vormittagssendung, und etablierte sich als eine der „Stimmen des Nordens“. Nach zehn Jahren Tätigkeit musste er aufgrund der Regelung, dass freie Mitarbeiter nicht länger als zehn Jahre beim NDR beschäftigt werden, den Sender verlassen. Von 2004 bis 2006 war er zudem als Nachrichtensprecher für den digitalen ARD-Sender EinsExtra tätig. Zuvor las er im Regionalfernsehen des NDR die Nachrichten im Schleswig-Holstein Magazin.
Gemeinsam mit seiner Kollegin Anouk Schollähn gründete Andresen 2006 die Firma earpaper, die sich auf das Podcasting für dritte Anbieter wie die Süddeutsche Zeitung oder die Frankfurter Buchmesse spezialisiert hat. Der Podcast sportal.de Radio-Show wurde 2007 mit dem deutschen Podcast Award 2007 in der Sparte Kommerzproduktion ausgezeichnet.
Von November 2006 bis Juli 2008 moderierte Andresen auf WDR 2 das Morgenmagazin, das Mittagsmagazin und Der Tag. Seit dem 11. August 2008 moderierte er bei NDR 1 Welle Nord. Zunächst war Andresen vier Jahre lang Moderator der Morgensendung Guten Morgen Schleswig-Holstein, anfangs mit Sidekick Maja Herzbach, ab dem 29. Mai 2012 mit Julia Torn. Seit 27. August 2012 moderierte er den Nachmittag bei der Welle Nord.
Ab August 2016 übernahm er im WDR die Moderation der Nachmittagsstrecke von 14 bis 19 Uhr und ab Frühjahr 2017 die Sendung Der Morgen mit Conny Raupold als Sidekick. Seit Ende November 2020 lautet der Sendungstitel wieder Morgenmagazin.
Seit Dezember 2022 ist er auch Teil des vierköpfigen Moderationsteams des WDR 2-Weihnachtswunders. 
Andresen war außerdem Moderator bei tagesschau24 und der Tagesschau. Von Mai 2016 bis Dezember 2018 moderierte er an der Seite von Gabi Lüeße das Schleswig-Holstein-Magazin im NDR Fernsehen. Ab dem 15. September 2016 sprach er außerdem Vormittagsausgaben der Tagesschau. Seit dem 30. Juni 2021 ist er nicht mehr für tagesschau24 und die Tagesschau aktiv. 
Seit 8. Januar 2024 verstärkt er das Moderatorenteam der RTL-Morgenmagazine Punkt 6, Punkt 7 und Punkt 8. 
Im August 2015 heiratete er in zweiter Ehe die Reisejournalistin Jenny Latuperisa, Chefredakteurin der Zeitschrift reisenEXCLUSIV.